# S.E.F. Torres 1903 2013-2014
Questa voce raccoglie le informazioni riguardanti la S.E.F. Torres 1903 nelle competizioni ufficiali della stagione 2013-2014.

## Stagione
La Torres torna a disputare un campionato professionistico dopo aver disputato cinque stagioni a livello dilettantistico a causa dell'esclusione dalla Lega Pro Seconda Divisione 2008-2009 per inadempienze finanziarie. Questo è il sedicesimo campionato disputato in Serie C2/Lega Pro Seconda Divisione, e il quarantunesimo in campionati professionistici. La squadra inizia la stagione con alla guida l'allenatore Salvo Fulvio D'Adderio, con il quale la Torres supera la fase eliminatoria a gironi, per poi essere eliminata al primo turno dal Frosinone per 5-1. Ad ottobre subentra nel ruolo di allenatore Marco Cari, con il quale arriva al dodicesimo posto del girone A qualificandosi per il play-out. Viene però battuta dal Forlì, retrocedendo di fatto. Tuttavia il 1º agosto 2014 viene ripescata, potendo quindi partecipare alla Lega Pro unica.

## Divise e sponsor
Lo sponsor tecnico per la stagione 2013-2014 è Givova, mentre lo sponsor ufficiale è Sardegna.
| Casa | Trasferta |

## Organigramma societario
Area direttiva
- Presidente: Domenico Capitani

Area tecnica
- Allenatore: Salvo Fulvio D'Adderio, da ottobre Marco Cari

## Risultati

### Campionato

#### Girone di andata
| 1 settembre 2013 1ª giornata | Torres | 1 – 3 | Cuneo |  |

| 8 settembre 2013 2ª giornata | Alessandria | 1 – 1 | Torres |  |

| 15 settembre 2013 3ª giornata | Torres | 2 – 3 | Forlì |  |

| 22 settembre 2013 4ª giornata | SPAL | 1 – 1 | Torres |  |

| 29 settembre 2013 5ª giornata | Torres | 2 – 1 | Delta Porto Tolle |  |

| 6 ottobre 2013 6ª giornata | Renate | 1 – 1 | Torres |  |

| 13 ottobre 2013 7ª giornata | Torres | 0 – 3 | Santarcangelo |  |

| 20 ottobre 2013 8ª giornata | Bra | 2 – 1 | Torres |  |

| 27 ottobre 2013 9ª giornata | Castiglione | 0 – 0 | Torres |  |

| 3 novembre 2013 10ª giornata | Torres | 1 – 0 | Bellaria Igea Marina |  |

| 10 novembre 2013 11ª giornata | Real Vicenza | 2 – 0 | Torres |  |

| 16 novembre 2013 12ª giornata | Torres | 1 – 2 | Virtus Verona |  |

| 24 novembre 2013 13ª giornata | Pergolettese | 1 – 1 | Torres |  |

| 1 dicembre 2013 14ª giornata | Torres | 1 – 1 | Monza |  |

| 8 dicembre 2013 15ª giornata | Bassano Virtus | 2 – 0 | Torres |  |

| 15 dicembre 2013 16ª giornata | Torres | 2 – 0 | Rimini |  |

| 22 dicembre 2013 17ª giornata | Mantova | 3 – 2 | Torres |  |

#### Girone di ritorno
| 5 gennaio 2014 18ª giornata | Cuneo | 0 – 1 | Torres |  |

| 12 gennaio 2014 19ª giornata | Torres | 2 – 1 | Alessandria |  |

| 19 gennaio 2014 20ª giornata | Forlì | 1 – 2 | Torres |  |

| 26 gennaio 2014 21ª giornata | Torres | 2 – 2 | SPAL |  |

| 2 febbraio 2014 22ª giornata | Delta Porto Tolle | 1 – 1 | Torres |  |

| 9 febbraio 2014 23ª giornata | Torres | 2 – 0 | Renate |  |

| 16 febbraio 2014 24ª giornata | Santarcangelo | 1 – 1 | Torres |  |

| 23 febbraio 2014 25ª giornata | Torres | 1 – 0 | Bra |  |

| 2 marzo 2014 26ª giornata | Torres | 1 – 0 | Castiglione |  |

| 9 marzo 2014 27ª giornata | Bellaria Igea Marina | 0 – 3 | Torres |  |

| 16 marzo 2014 28ª giornata | Torres | 2 – 1 | Real Vicenza |  |

| 23 marzo 2014 29ª giornata | Virtus Verona | 0 – 0 | Torres |  |

| 30 marzo 2014 30ª giornata | Torres | 2 – 0 | Pergolettese |  |

| 6 aprile 2014 31ª giornata | Monza | 4 – 0 | Torres |  |

| 13 aprile 2014 32ª giornata | Torres | 2 – 5 | Bassano Virtus |  |

| 27 aprile 2014 33ª giornata | Rimini | 1 – 0 | Torres |  |

| 4 maggio 2014 34ª giornata | Torres | 1 – 1 | Mantova |  |